# تسوباسا نيهي
تسوباسا نيهي (باليابانية: 二瓶 翼) (10 سبتمبر 1994 في تشيبا في اليابان – )؛ هو لاعب كرة قدم ياباني سابق كان يلعب كلاعب وسط.

## وصلات خارجية
- تسوباسا نيهي على موقع رابطة كرة القدم اليابانية للمحترفين (اليابانية)
- تسوباسا نيهي على موقع قاعدة بيانات كرة القدم.إي يو (الإنجليزية)
- تسوباسا نيهي على موقع Soccerway.com (الإنجليزية)